# Липовець (Яворівський район)
Липове́ць — село в Україні, у Яворівській міській громаді Яворівського району Львівської області. Населення становить 161 особа. Орган місцевого самоврядування — Яворівська міська рада.

## Історія
Село детально описане в королівській люстрації 1565 року.
На 1 січня 1939 року у селі мешкало 1230 осіб (860 українців-греко-католиків, 190 латинників, 140 поляків і 40 євреїв).
Під час Йосифинської колонізації Галичини у 1783 році на схід від села утворена німецька колонія Лінденав (нім. Lindenau).
15 червня 1934 року село вилучено з Любачівського повіту та приєднано до Яворівського повіту.
Німців у 1940 році виселили до Вартеґав за програмою Додому в Рейх.

## Відомі люди
- Гавришкевич Ігор Степанович (нар. 1955, Липовець) — українських художник, громадський діяч, заслужений діяч мистецтв України.